# Erny Kirchen
Erny Kirchen (né le 7 avril 1949 à Senningen, au Luxembourg) est un ancien coureur cycliste luxembourgeois, professionnel en 1974. Il est le père de Kim Kirchen et le neveu de Jean Kirchen et Jim Kirchen, tous trois sont des coureurs cyclistes.

## Palmarès
- 1965
  -  Champion du Luxembourg sur route débutants

- 1967
  - 2e du Grand Prix Général Patton

- 1968
  - 3e étape de la Flèche du Sud

- 1969
  - 2e du championnat du Luxembourg sur route amateurs

- 1972
  - 3e du Grand Prix Felix Melchior

- 1973
  - Flèche du Sud
  - 8e et 12e étapes du Tour de l'Avenir
  - 2e du Grand Prix François-Faber
  - 3e du championnat du Luxembourg sur route amateurs

- 1974
  - 2e du championnat du Luxembourg sur route